# 티올로현

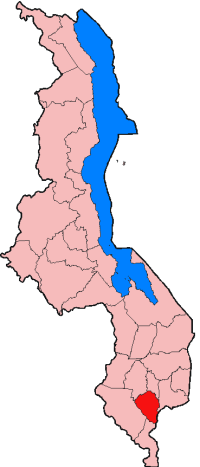
티올로 현

티올로현(Thyolo District)는 말라위 남부 주에 위치한 현으로, 현도는 티올로이며 면적은 1,715km2, 인구는 458,976명이다. 블랜타이어 현과 치라줄루 현, 은산제 현, 치콰와 현과 인접해 있으며 모잠비크와 국경을 맞대고 있다.